# Themeda avenacea
Themeda avenacea là một loài thực vật có hoa trong họ Hòa thảo. Loài này được (F.Muell.) T.Durand & B.D.Jacks. miêu tả khoa học đầu tiên năm 1906.